# أرتي بورنس
أرتي بورنس (بالإنجليزية: Artie Burns)‏ هو لاعب كرة قدم أمريكية أمريكي، ولد في 1 مايو 1995 في ميامي في الولايات المتحدة.

## وصلات خارجية
- أرتي بورنس على موقع الاتحاد الدولي لألعاب القوى (الإنجليزية)
- أرتي بورنس على موقع مرجع كرة القدم المحترفة.كوم (الإنجليزية)